# Andrzej Kowalewicz
Andrzej Kowalewicz (ur. 30 listopada 1956, zm. 22 października 2012 w Warszawie) – polski aktor dziecięcy.
Jego jedyną kreacją filmową był Janek „Cygan” w serialu Stawiam na Tolka Banana z 1973 roku w reżyserii Stanisława Jędryki. Do roli został zaangażowany dzięki charakterystycznej urodzie oraz umiejętności gry na skrzypcach (był uczniem szkoły muzycznej). Zagrał w sześciu z siedmiu odcinków serialu. Następstwem tej udanej kreacji była propozycja roli skrzypka w filmie Sędziowie (1974) w reżyserii Konrada Swinarskiego, którą jednak odrzucił. Rozpoczął studiowanie muzykologii, którego to kierunku jednak nie ukończył. Podróżował po świecie, odwiedzając m.in. Indie. Był handlowcem, właścicielem firmy serwisowej. W 1995 roku wystąpił w filmie dokumentalnym Tolek Banan i inni, opowiadającym o losach aktorów występujących w serialu.
Zginął 22 października 2012 roku w wypadku samochodowym na warszawskim Wawrze (ul. Czecha). Został pochowany na cmentarzu prawosławnym na warszawskiej Woli.